# Aeonium meridionale
Aeonium meridionale är en fetbladsväxtart som beskrevs av Bañares. Aeonium meridionale ingår i släktet Aeonium och familjen fetbladsväxter. Inga underarter finns listade i Catalogue of Life.